# Ямайка на летних Олимпийских играх 1976
Ямайка принимала участие в Летних Олимпийских играх 1976 года в Монреаль (Канада) в восьмой раз за свою историю, и завоевала одну золотую и одну серебряную медали. Сборную страны представляли 9 женщин и 11 мужчин.

## Золото
- Лёгкая атлетика, мужчины, 200 метров — Дон Куорри.

## Серебро
- Лёгкая атлетика, мужчины, 100 метров — Дон Куорри.